# ウダイ・シング (マールワール王)
ウダイ・シング（Udai Singh, 1538年1月13日 - 1595年7月11日）は、北インドのラージャスターン地方、マールワール王国の君主（在位：1581年 - 1595年）。

## 生涯

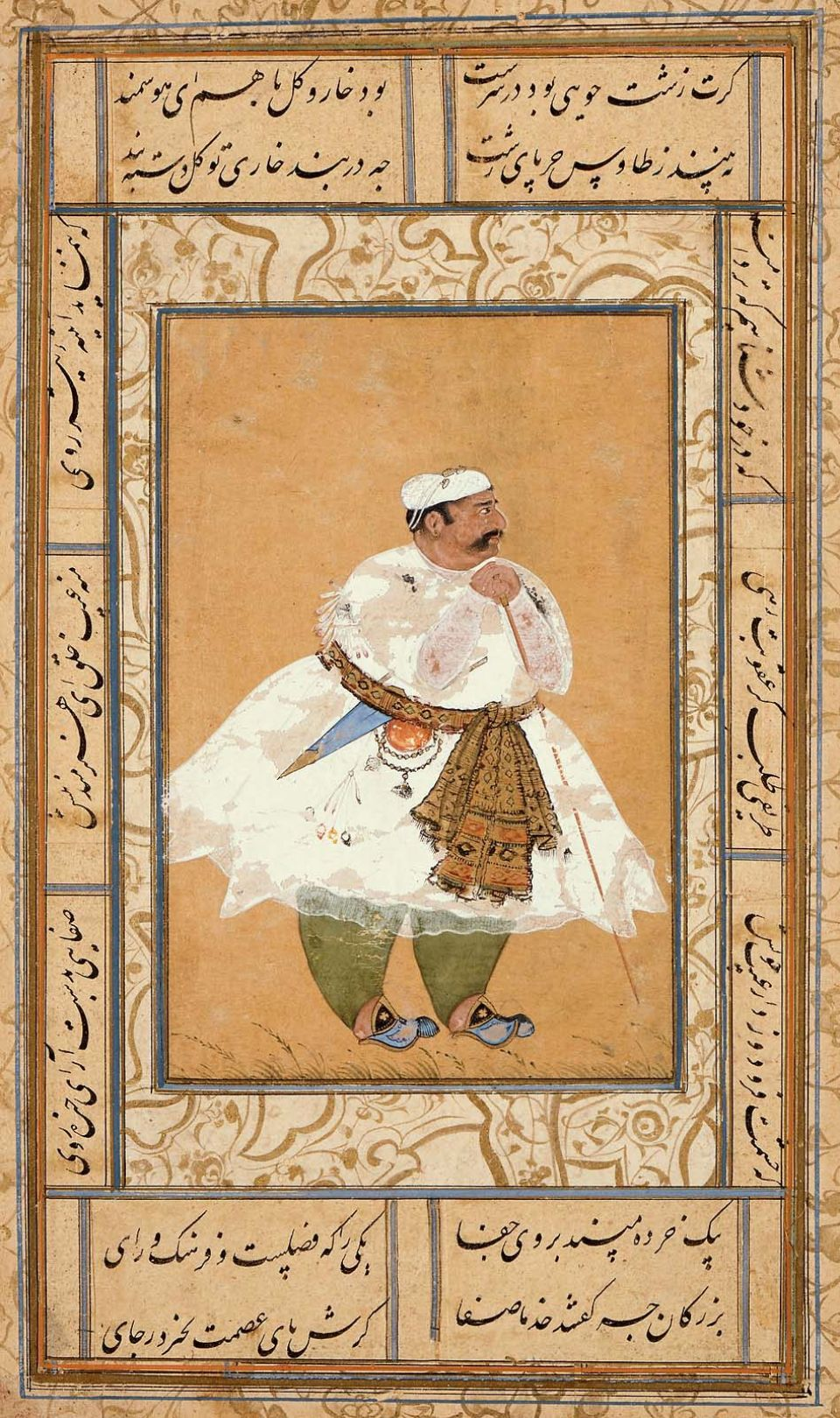
ウダイ・シング

1538年1月13日、マールワール王国の君主マールデーヴの息子として、ジョードプルで誕生した。
1562年11月、父王マールデーヴが死去し、父王の寵妃から生まれた弟であるチャンドラセーンが兄たちを差し置いて王となった。だが、ウダイ・シングを含む兄たちはこれに反抗し、ムガル帝国が介入した結果、兄たちには国土の一部がジャーギールとして与えられた。
その後、弟チャンドラセーンが帝国に反乱を起こしたため、1565年にジョードプルは占領、王国は併合された。なお、ウダイ・シングはジョードプル占領に協力している。
1581年、弟チャンドラセーンの死後、1583年8月4日に皇帝アクバルより王国を返還され、正式に王となった。
1586年1月21日、ムガル帝国と同盟関係を構築するため、ウダイ・シングは娘のジョーダー・バーイーをアクバルの長男サリームと結婚させた。彼女はムスリム風の名前ビルキース・マカーニー・ベーグムを名乗り、のちに皇帝となるシャー・ジャハーンを生んだ。
1595年7月11日、ウダイ・シングはラホールで死亡した。死後、息子のスール・シングが王位を継承した。

## 人物
ウダイ・シングは自身の名に「シング」（獅子）の名をつけ、以降シングが歴代の王の名につけられた。また、皇帝アクバルや友人、自身の師から「太った王」を意味する「モタ・ラージャ」（Mota Raja）と呼ばれた。